# Richards Bay Football Club
Actualités
Le Richards Bay Football Club est un club de football sud-africain basé à Richards Bay dans la province de KwaZulu-Natal.

## Histoire
En 2017, le club de la ville de Richards Bay qui évolue en deuxième division, le Thanda Royal Zulu, obtient sa promotion pour la première division. L'Amazulu Football Club, ancien pensionnaire de la première division, qui termine à la 5e place de la 2e division rachète la licence du Thanda Royal pour s'assurer un retour dans l'élite. Le Thanda Royal voulant rester en deuxième division mais également à vendre est racheté par son propriétaire et rebaptisé Richards Bay FC, il continuera en deuxième division sous ce nom.
Lors de sa première saison en National First Division (2e division) le club termine à la 11e place et terminera les saisons suivantes toujours en milieu de tableau. En 2021, le club atteint la troisième place et se qualifie pour les play-off de montée. Dans ce tournoi le club termine à la deuxième place et restera une saison supplémentaire en deuxième division. La saison suivante en 2021-2022, Richards Bay FC termine à la première place de la NFD s'assurant la promotion directe en première division.
Pour sa première saison en Premiership le club termine à la 13e place, avec une avance de trois points il échappe aux barrages de maintien. Lors de sa deuxième saison dans l'élite, il terminera 15e et doit donc disputer les barrages contre deux clubs de deuxième division pour tenter de se maintenir. Avec deux victoires et deux nuls le Richards Bay FC réussira à se maintenir en première division.

## Palmarès
- Championnat d'Afrique du Sud de deuxième division
  - Champion : 2021-22